# Crooked River Ranch
Crooked River Ranch az Amerikai Egyesült Államok északnyugati részén, Oregon állam Jefferson és Deschutes megyéiben, a U.S. Route 97 közelében elhelyezkedő statisztikai település.
A területen számos sportpálya található. Itt van az állam legnagyobb lakásszövetkezete.

## Története
A területen egykor a mai Warm Springs-i indián törzs tagjai éltek.
1910-ben Harry V. Gates hillsborói politikus megvásárolta a területet és Gates Ranchnek nevezte el; a főépületben ma nyugdíjasház működik. A Crooked River Ranch elnevezés 1934 óta ismert. 1961-től Thomas Bell és családja tíz éven át juhokat tartottak itt.  1972-ben a területet ingatlanfejlesztés céljából eladták, majd 1980-ban és 1992-ben a felhasználási területet lakóhely céljára minősítették át.

## Oktatás
A település diákjai a culveri és redmondi tankerületek intézményeiben tanulnak.

## Fordítás
- Ez a szócikk részben vagy egészben  a   Crooked River Ranch, Oregon című angol Wikipédia-szócikk ezen változatának fordításán alapul.  Az eredeti cikk szerkesztőit annak laptörténete sorolja fel. Ez a jelzés csupán a megfogalmazás eredetét és a szerzői jogokat jelzi, nem szolgál a cikkben szereplő információk forrásmegjelöléseként.